# William Henry Smyth
William Henry Smyth, född 21 januari 1788, död 8 september 1865, var en engelsk sjöman och astronom.

## Familj
William Henry Smyth gifte sig med Eliza Anne "Annarella" Warington 1815. Han var far till Charles Piazzi Smyth, Sir Warington Wilkinson Smyth och generalen Sir Henry Augustus Smyth. En av hans döttrar, Henrietta Grace Smyth, gifte sig med professor Baden Powell och blev mor till Robert Baden-Powell, 1st Baron Baden-Powell, medan hans dotter Georgiana Rosetta Smyth gifte sig med Sir William Henry Flower.
Han föddes i Westminster, London. Han var ende son till Joseph Smyth och Georgina Caroline Pitt Pilkington, dotterdotter till den irländska författare och skyddsligen till Jonathan Swift, Laetitia Pilkington. Hans far var kolonist i Amerika och bodde i East Jersey, men eftersom han var engelsk lojalist, flyttade han till England under den amerikanska oavhängighetsförklaringen.

## Karriär
Smyth gick till sjöss med Royal Navy och under Napoleonkrigen tjänstgjorde han i Medelhavet, där han till sist nådde rangen amiral. Under en hydrografisk undersökning 1817 träffade han den italienske astronomen Giuseppe Piazzi i Palermo, och besökte dennes observatorium. Detta blev grunden till hans intresse för astronomi och 1825 tog han avsked från flottan för att sätta upp ett privat observatorium i Bedford, England. Han använde sitt teleskop för att observera flera objekt i yttre rymden under 1830-talet, däribland dubbelstjärnor, stjärnhopar och nebulosor.  Han publicerade sina observationer 1844 i Cycle of Celestial Objects, vilket ledde till att han förärades med Royal Astronomical Societys guldmedalj 1845 och blev ordförande för detta samfund. Den första delen av detta arbete handlar om astronomi i allmänhet, men den andra volymen blev känd som the Bedford Catalogue och omfattade Smyths observationer av 1 604 dubbelstjärnor och nebulosor. Det fortsatte vara ett standardreferensverk i flera år, ingen annan astronom hade tidigare gjort en lika omfattande katalog över suddiga objekt i skyn.
När han ansåg sig klar med sina observationer, drog han sig tillbaka till Cardiff 1839. Hans observatorium revs och teleskopet såldes till dr. John Lee och sattes upp i ett nytt observatorium i Hartwell House. Smyth hade fortfarande möjlighet att använda det, eftersom han inte bodde långt ifrån dess nya plats. Han använde det för ett stort antal ytterligare observationer mellan 1839 och 1859. Teleskopet finns nu på museum i London.
Smyth fick en hjärtattack tidigt i september 1865. Till en början såg han ut att tillfriskna. Den 8 september visade han planeten Jupiter för sitt unga barnbarn, Arthur Smyth Flower, genom ett teleskop. Några timmar senare, tidigt på morgonen den 9 september, vid en ålder av 78 år, avled han. Han begravdes i Stone nära Aylesbury.
Ett månhav har fått namnet Mare Smythii efter honom.